# أرت جيلمور
أرت جيلمور (بالإنجليزية: Art Gilmore)‏ (و. 1912 – 2010 م) هو ممثل، من الولايات المتحدة الأمريكية، ولد في تاكوما، واشنطن، كان عضوًا في الحزب الجمهوري، توفي في إرفاين، كاليفورنيا، عن عمر يناهز 98 عاماً.

## الخدمة العسكرية
خدم في بحرية الولايات المتحدة.

## وصلات خارجية
- أرت جيلمور على موقع IMDb (الإنجليزية)
- أرت جيلمور على موقع ميتاكريتيك (الإنجليزية)
- أرت جيلمور على موقع روتن توميتوز (الإنجليزية)
- أرت جيلمور على موقع ألو سيني (الفرنسية)
- أرت جيلمور على موقع أول موفي (الإنجليزية)
- أرت جيلمور على موقع قاعدة بيانات الأفلام السويدية (السويدية)
- أرت جيلمور على موقع ديسكوغز (الإنجليزية)
- أرت جيلمور على موقع قاعدة بيانات الفيلم (الإنجليزية)
- أرت جيلمور على موقع كينوبويسك (الروسية)